# Adam Freeland

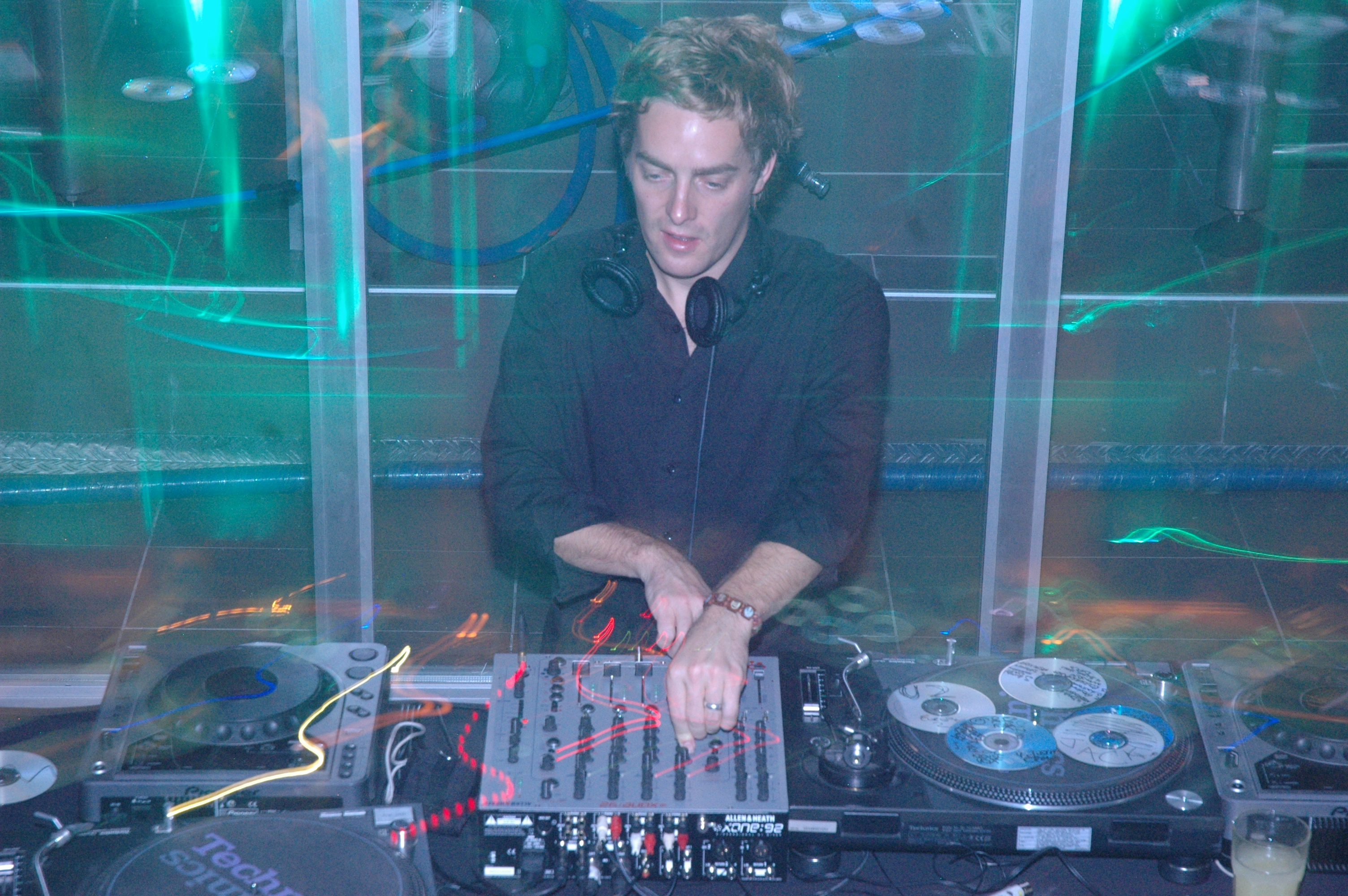
Adam Freeland

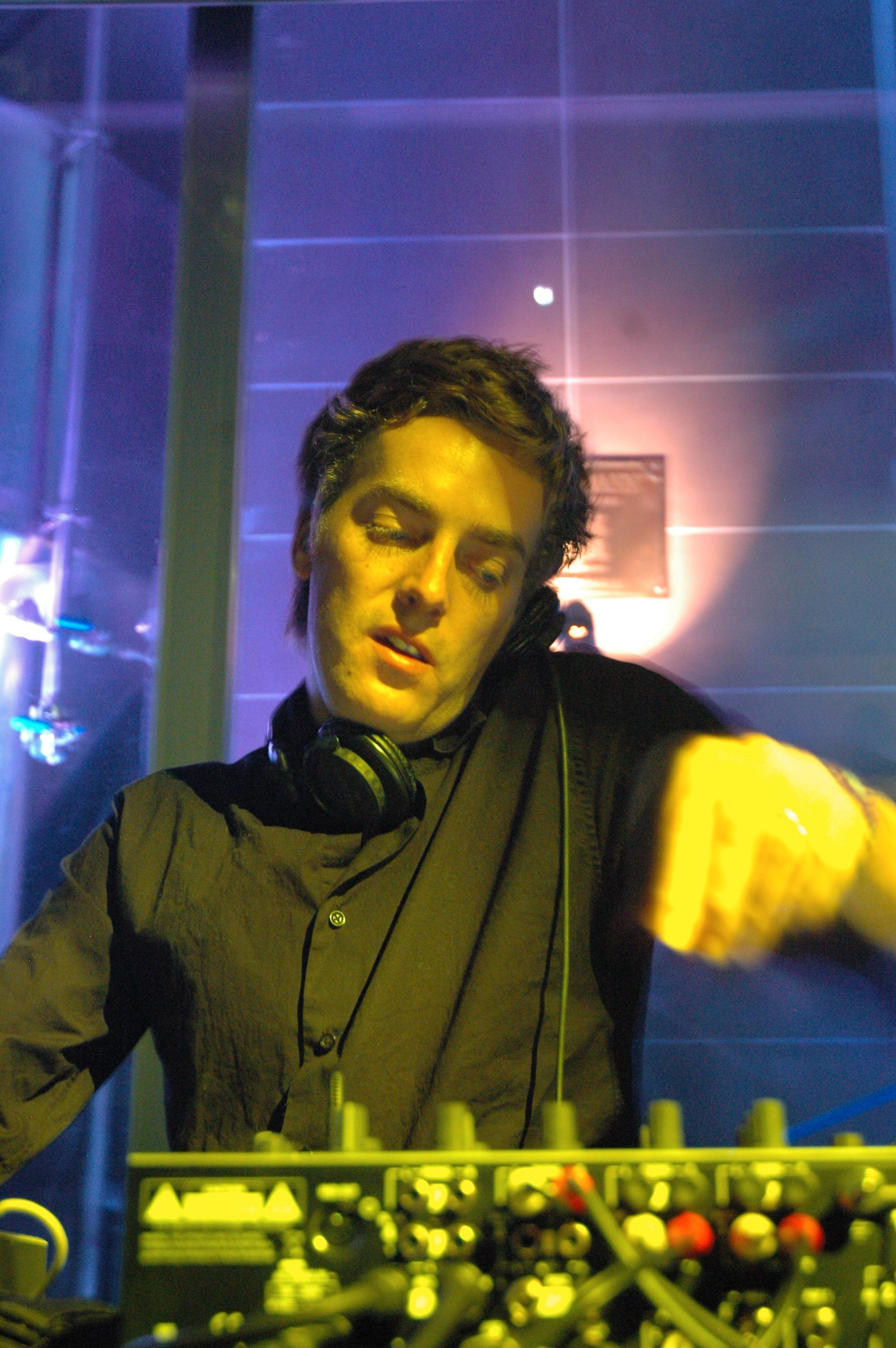
Adam Freeland

Adam Freeland (* 7. August 1973 in Welwyn Garden City) ist ein britischer DJ, Labelbetreiber und Musikproduzent von elektronischer Musik. Er gilt als Mitbegründer der Nu-Skool-Breakbeat-Szene der 1990er Jahre.

## Leben
Gemeinsam mit Rennie Pilgrem, Tayo und Ian Willians war Freeland in den 1990er Jahren Betreiber und Resident-DJ der Londoner Clubnacht „Friction“. 1998 gründete er in Brighton sein eigenes Musiklabel „Marine Parade“. Für seinen Remix von Sarah Vaughans „Fever“ wurde er 2005 für den Grammy nominiert. Seit 2014 widmet er sich dem Bandprojekt „The Acid“.

## Diskografie

### Alben
- Coastal Breaks - Vol 1 (1996)
- Coastal Breaks - Vol 2 (1998)
- Tectonics (2000)
- On Tour (2001)
- Now and Them (2003)
- Fabric Live 16 (2004)
- Back to Mine (2005)
- Global Underground 032: Mexico City
- Cope (2009)

### Singles
- Tsunami One - Number 43 With Steamed Rice Please
- Tsunami One & BT - Hip Hop Phenomenon
- Freeland - We Want Your Soul
- Freeland - Supernatural Thing
- Freeland & Beber Street Technique - Down
- Freeland, Wink & Middleton – Rise Above
- Freeland – Heel n Toe

### Remixes
- The Orb - Little Fluffy clouds
- Aquasky - Bodyshock
- Orbital - Nothing left
- Pressure Drop - Warrior Sound
- Pressure Drop - Your Mine
- Pink - Trouble
- Sarah Vaughan – Fever
- Nirvana – Smells Like Teen Spirit
- The Doors – Hello, I Love You
- B-Movie - No Where Girl
- Protocol – She Waits
- Kelis – Trick Me
- The White Stripes - Seven Nation Army
- Infusion - Better World
- Spinnerette - Sex Bomb